# Стамулева воденица
Стамулевата воденица (на гръцки: Νερόμυλος Σταμούλη) е воденица, местна забележителност от XIX век, разположена близо до град Сяр, Гърция. Намира се северозападно от Сяр по долината на Свети Георги (Агиос Георгиос), в местността на лигнитната мина „Пердикарис“.
Построена в XIX век, воденицата е собственост на наследниците на В. Стамулис, откъдето идва името ѝ. В 1995 година воденицата е обявена за защитен исторически паметник, тъй като е свидетелство за индустриалното и архитектурно наследство на Егейска Македония от края на XIX век.